# نقيل الدجري (إب)

تعديل مصدري - تعديل

نقيل الدجري هي إحدى قرى عزلة بلادشار بمديرية إب التابعة لمحافظة إب، بلغ تعداد سكانها 650 نسمة حسب تعداد اليمن لعام 2004.